# Peace Corps
Peace Corps (Nederlands: Vredeskorps) is een Amerikaanse organisatie met het doel het wederzijdse begrip van Amerikanen met inwoners in andere landen te vergroten. De organisatie werd op 1 maart 1961 opgericht op initiatief van John F. Kennedy. Nog hetzelfde jaar werd het door het Amerikaans Congres erkend als permanente onafhankelijke organisatie (independent federal agency). De eerste directeur was Sargent Shriver (1961-1966).
De organisatie zette in haar geschiedenis meer dan 200.000 Amerikaanse vrijwilligers in, die zich verplichten meer dan 24 maanden in het buitenland bezig te zijn. De vrijwilligers krijgen een aangepaste beurs ter dekking van het levensonderhoud en na afloop een budget voor re-integratie.